# Hebetancylus excentricus
Hebetancylus excentricus е вид сладководно коремоного от семейство Planorbidae.

## Разпространение
Видът е широко разпространен на Карибите, в Северна и Централна Америка.